# Bionic Tower

Bionic Tower

Bionic Tower (укр. Біонічна Башта) — вертикальне місто, з дуже високими житловими будинками, проєкт якого розроблений іспанським архітектором Хав'єром Піозом, Розою Сервер, Єлой Селайя та іншими. Це мають бути будинки 1228 метрів (4029 футів) у висоту, з квартирами приблизно для 100 000 осіб. Суттю Bionic Tower є використання Bionics — технологій, які мають розв'язати проблему зростання населення світу екологічним способом. Це унікальна споруда, створена за законами архітектури майбутнього, яка імітує природні конструкції, зможе протистояти пожежі, повені, землетрусу й урагану.

## Історія проєкту
Авторами проєкту — іспанці Маріа Роза Сервера (Maria Rosa Cervera) і Хав'єр Піоз (Javier Pioz), подружжя, i Єлой Селайя (Eloy Celaya). 1979 року вони організували компанію з архітектурного проєктування «Сервера і Піоз», а в 1985 році почали експериментувати з так званими «динамічними структурами» (Dynamic Structures).
Хав'єр був прихильником вчення про біоніку, яке, з'явилося в Радянській Росії в 20-30-х роках і довгий час було під забороною в СРСР. Біоніка як наука, передбачає ставлення до природи, як до великого вчителя і винахідника. Прихильники біоніки вважають, що будь-яке природне створіння — будь то дерево або птиця — являє собою оптимізовану, з точки зору виживання і функціональності, структуру.
Тому Хав'єр під впливом біоніки почав думати про створення принципово нового типу споруд — за своїми конструкційним особливостям, за пропорціями і функціоналом. Він прийшов до висновку, що все, що людина будувала до того часу — неприродне, неміцне і безперспективне. З 1992 року подружжя архітекторів почало інтенсивніше вивчати і розробляти біонічну архітектуру, або архітектурну біоніку. Тоді ж була організована група однодумців, до якої, крім інженерів, архітекторів і дизайнерів, увійшли біологи і психологи.
У січні 1997 року, повна команда архітекторів, інженерів, біологів і дизайнерів об'єднала свої можливості і дослідження і розпочала розроблення прототипу «Bionic вертикалі». Результат був представлений на «III Міжнародній конференції IFHS», як лекція під назвою «Завоювання вертикального простору в 21 столітті — Міжнародна конференція з багатоцільових висотних башт і висотних будівель», організованій «Бетон суспільство» у Лондоні в жовтні 1997 року. З 1997 по 2001 роки архітектори об'їздили весь світ зі своїм проєктом, проводячи презентації і читаючи лекції в Азії, Європі та Америці.

## Підготовка будівництва
В результаті першою країною, яка зважилася на укладення контракту з компанією іспанців, став Китай, який часто є плацдармом багатьох футурологічних і дуже перспективних проєктів. Тому побудова міста-вежі в планах Китаю. Для експерименту вибрано Шанхай, чисельність якого, за деякими підрахунками, за кілька десятиліть досягне 30 мільйонів осіб. Не виключено, що в цьому колосальному мегаполісі років через 50 будуть побудовані кілька подібних будівель.
Всі права на пов'язану з Bionic Tower інтелектуальну власність належать трьом іспанським архітекторам: Хав'єру Піозу, Розі Сервер, Єлою Селайї.

## Опис проєкту
Вартість проєкту 15-18 мільярдів доларів. Вежа являтиме собою будівлю заввишки понад кілометр — 1 228 метрів, матиме 300 поверхів. Загальна площа — 2000000 квадратних метрів, близько 400 горизонтальних і вертикальних ліфтів, швидкість яких — 15 м/с, тобто з першого на останній поверх можна буде піднятися в середньому за 2 хвилини. Діаметр вежі, яка має форму кипариса, в найширшій точці — 166 на 133 метри, біля основи — 133 на 100. Місто буде спочивати на штучному плоскому острові, вміщеному в штучне ж озеро. Штучний острів біля основи матиме 1 км у діаметрі, а озеро покликане амортизувати підземні поштовхи.
Тепер — про філософію біонічної архітектури та природну будову вежі. Філософія такої споруди звучить у словах самого архітектора, який помістив на сайті про вежу слова Щусєва:
|  | Архітектор, який прагне створити щось досконале, повинен постійно звертати свій погляд на природу, як авіаконструктор вивчає все, що здатне літати. |

Біонічної вежа — це не нагромадження висотних будівель і поверхів, це місто в башті. Тобто в монолітний зовні «циліндр» мовби поміщається складна асиметрична структура. Головний принцип запозичений у кипариса, причому в процесі будівництва — у міру зведення поверхів — буде пропорційно розвиватися і основа міста-дерева.
В одному з інтерв'ю Піоз розповів:

| Механізм зростання, точніше вибору висоти, ми запозичили у дерев. У кипариса насамперед. Його зелена частина складається з дрібних лускатих мембран, крізь які проходить вітер будь-якої сили, а він і не ворухнеться. Його коренева система заглиблена всього на 50 сантиметрів, але неймовірно розгалужена і за своєю будовою нагадує губку. З кожним новим сантиметром стовбура з'являється, йдучи трохи вбік від уже існуючого, новий відросток кореня. Спробуйте збити або викорчувати кипарис - потрібні неймовірні зусилля.[1] |
Всього ж, за словати того ж архітектора, у вежі буде 12 вертикальних кварталів, в середньому по 80 метрів у висоту кожен, а між ними — перекриття-підтримки, які стануть своєрідною конструкцією для кожного чергового рівневого кварталу. Будинки в ньому будуть різновисокими, їх оточуватимуть вертикальні сади, і люди будуть по ньому пересуватися з повним відчуттям зовнішнього простору завдяки світлу і повітрю. Посеред кожного кварталу планують побудувати штучні озера.
За проєктом, завдяки тому, що світло і повітря буду легко проникати крізь вежу, бо жителі вертикального міста не зможуть відкривати вікна, опір вітру і, як наслідок, коливання будуть зведені до мінімуму. Крім того, зовні будівля буде покрита спеціальним повітропроникним пластичним матеріалом, що буде імітувати шкіру або кору. Крім того, системи кондиціювання, які створюватимуть міський мікроклімат, нагадуватимуть про тепло-регульовану функцію шкіри. Заселення буде відбуватися поступово — у міру будівництва «кварталів». Вирішено, що частину приміщень буде передано під контори чиновників і готелі.